# Braciejówka
Braciejówka (prononciation : [brat͡ɕɛˈjufka]) est une localité polonaise de la gmina et du powiat d'Olkusz en voïvodie de Petite-Pologne.